# Jaime I de Urgel

Escudo de armas de Jaime I de Urgell.

Jaime I de Urgel (1320 - Barcelona, 19 de noviembre de 1347), conde de Urgel y vizconde de Áger, barón de Entenza, de Antillón y de Alcolea de Cinca.

## Biografía
Fue el segundo hijo de Alfonso IV de Aragón y de Teresa de Entenza. Heredó el condado de Urgel a los ocho años, al morir su madre y renunciar a él su padre, que había sido coronado como rey.
Las intrigas de su madrastra, Leonor de Castilla, provocaron la pérdida de una parte de los dominios condales, Alos, Ivars o Meiá. parte de los cuales pasaron a los hijos de esta: Fernando y Juan.
Fue nombrado procurador general del reino y fue leal en todo momento a su hermano, Pedro IV de Aragón, poniéndose en contra de su propia hermana, Constanza de Aragón, reina consorte de Mallorca.
La ruptura con su hermano fue el resultado de la decisión del monarca de desheredarle si moría sin hijos varones, a favor de la infanta Constanza, primogénita del rey.
En 1335 casó con Cecilia de Cominges, vizcondesa  de Turena, con la que tuvo a su hijo y heredero, Pedro.
Murió en Barcelona a los 27 años de edad, mientras se celebraban las segundas nupcias del rey Pedro IV con Leonor de Portugal. El condado de Urgel pasó a manos de su esposa, Cecilia.

## Sepultura

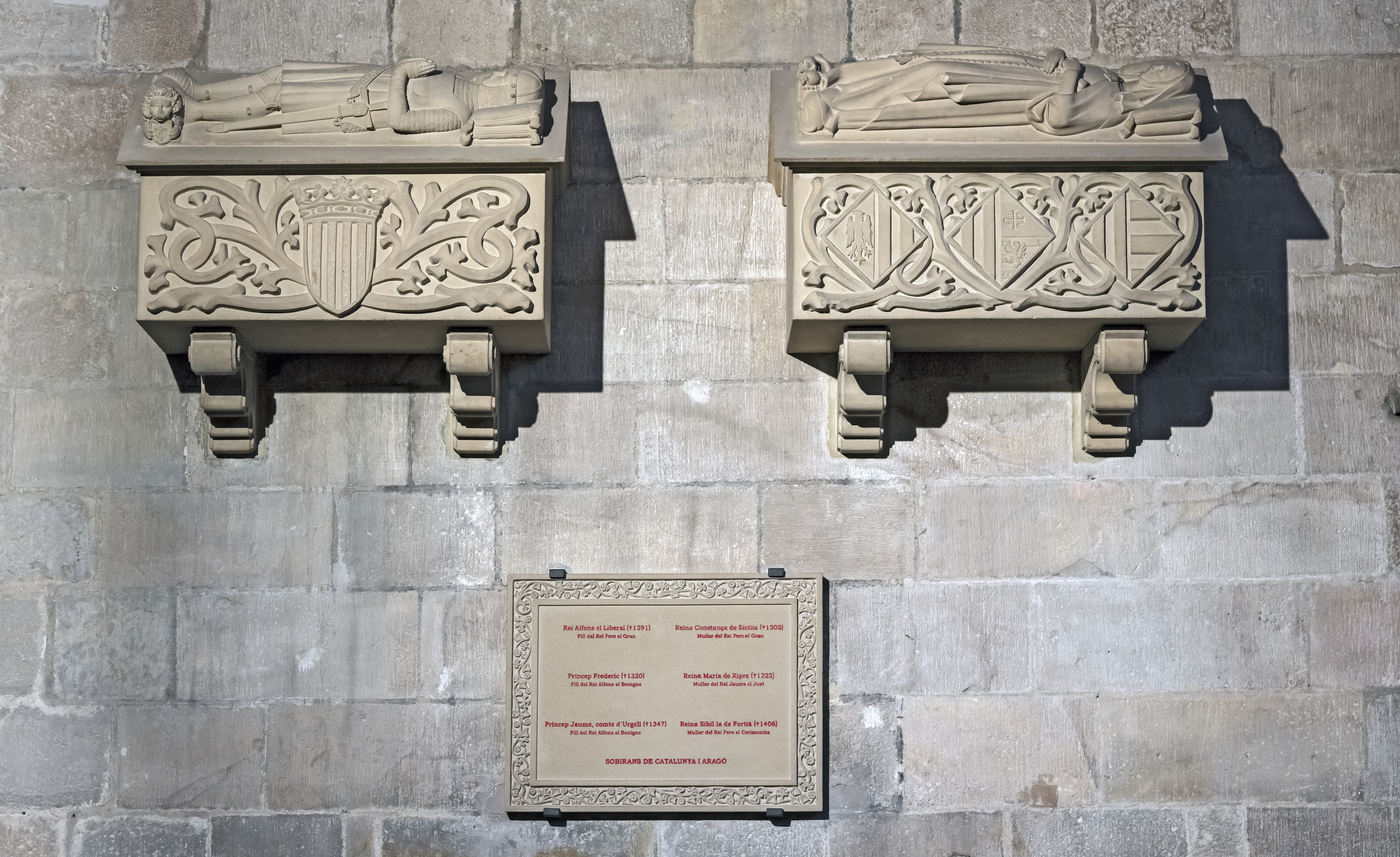
Sepulcro del infante Don Jaime de Urgel en la Catedral de Barcelona (el sepulcro del infante es el situado a la derecha).

A su muerte, fue sepultado en el Convento de San Francisco de Barcelona, lugar donde se hallaban enterrados otros miembros de la familia real aragonesa, como el rey Alfonso III el Liberal. En 1835 el Convento de San Francisco fue desamortizado y demolido y los restos del infante Jaime, junto a la mayoría de los restos de las personas reales allí sepultadas, aunque no todos, fueron trasladados a la Catedral de Barcelona, donde en la actualidad reposan juntos todos los restos reales procedentes del Convento de San Francisco, colocados en dos sepulcros de piedra, obra del artista catalán Frederic Marès.
En el sepulcro donde reposan los restos del infante Don Jaime también se encuentran los restos de su hermano el infante Fadrique, fallecido en 1327, y los restos de Alfonso III el Liberal, rey de Aragón.